# 소칼로
소칼로(스페인어: Zócalo)는 멕시코 멕시코시티의 광장이다.
소칼로 광장은 세계에서 두 번째로 넓은 광장으로 알려져 있으며, 중앙에는 멕시코 국기가 휘날리고, 주변에는 메트로폴리타나 대성당(Cathedral Metropolitana)과, 대통령 궁(Palacio Nacioal)이 둘러싸고 있다.

## 개요
‘기반석’이라는 뜻의 소칼로는 1520년에 만들어진 사방 240m의 넓은 광장이다. 이 광장은 주변의 파괴된 아스떼까 건물에서 가져온 돌로 포장을 했으며 원명은 Plaza Real으로 불렸으나 1843년 독립기념탑의 기반석을 놓으면서 이름을 소칼로로 바꾸었다. 소칼로 광장은 세계에서 가장 넓은 광장 중에 하나이며, 중앙에는 멕시코 국기가 휘날리고 유명한 Cathedral Metropolitana와, Palacio Nacioal이 광장을 둘러싸고 있다.광장 주위에는 역사적인 건물 외에도 공공건물, 레스토랑, 호텔들이 있으며, 마제스틱 호텔에서는 소칼로를 한눈에 내려다 볼 수가 있다.

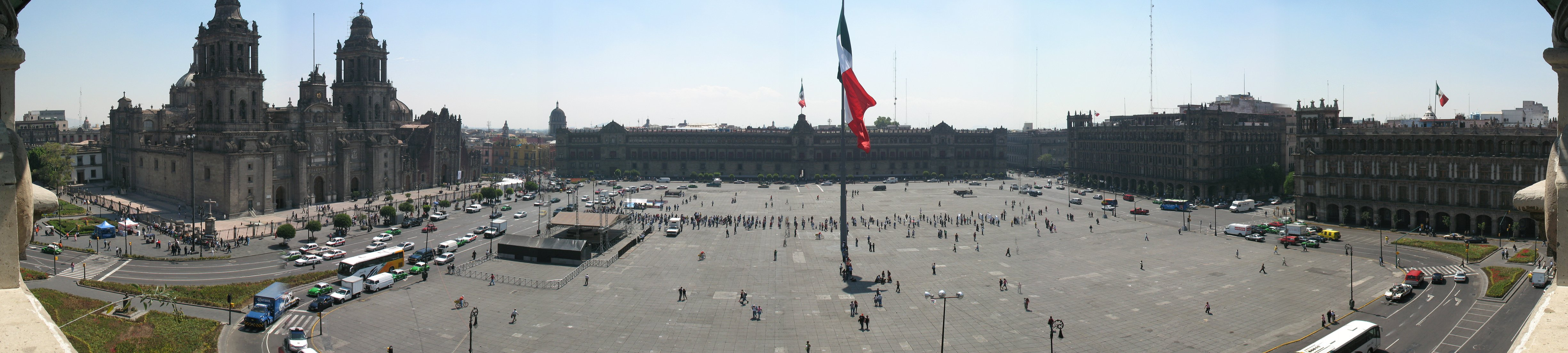
소칼로